# ذلكة سفلي
ذلكة سفلي هي قرية في مقاطعة ماكو، إيران. يقدر عدد سكانها بـ 177 نسمة بحسب إحصاء 2016.